# Lori červený
Lori červený (Eos bornea, občas také Eos rubra) je jasně zbarvený pták z čeledi Psittaculidae. Dorůstá průměrně 31 cm a je téměř celý červený, výjimkou je pouze modré a černé opeření na hřbetě a křídlech a červenohnědý ocas. Je endemitem pro souostroví Moluky a několik obklopujících ostrovů v Indonésii, kde obývá vlhké nížinné a tropické mangrovové lesy.